# Dobersdorf (Niemcy)
Dobersdorf – gmina w Niemczech w kraju związkowym Szlezwik-Holsztyn, w powiecie Plön, wchodzi w skład urzędu Selent/Schlesen.